# Gösta Backlund
Gösta Backlund war ein schwedischer Fußballspieler. Der Defensivspieler bestritt 1914 zwei Länderspiele für die schwedische Nationalmannschaft.

## Werdegang
Backlund spielte zu Beginn der 1910er Jahre für Djurgårdens IF. In der vor Einführung der Allsvenskan als landesweiter Spielklasse im Pokalform ausgetragenen Landesmeisterschaft zog er mit dem Klub 1912 in das Endspiel um die Svenska Mästerskapet ein. Nachdem die ersten beiden Spiele um den Titel im Oktober respektive November jeweils unentschieden endeten, wurde anschließend ein drittes Entscheidungsspiel anberaumt. Auf dem Råsunda IP gehörte er neben  Götrik Frykman, Ragnar Wicksell, Bertil Nordenskjöld und Sten Söderberg zu der Elf, die den Göteborger Klub Örgryte IS – seinerzeit Rekordmeister – mit einem 3:1-Erfolg bezwang und damit zum ersten Mal in der Vereinsgeschichte den Von-Rosens-Pokal gewann. Beim folgenden Meistertitel 1915 gehörte er bereits nicht mehr zur Meisterelf.
Im Mai 1914 berücksichtigte das Auswahlkomitee des Svenska Fotbollförbundet Backlund als Auswahlspieler in der schwedischen Nationalmannschaft. Beim 4:3-Erfolg über Finnland debütierte er für seine Farben, Rune Bergström, Valfrid Gunnarsson sowie der zweifache Torschütze Iwar Swensson führten die Schweden zum Sieg über die Auswahl des Nachbarlandes. Im Juli bestritt er gegen Russland eine weitere Partie, diese endete mit einem 2:2-Unentschieden.
Über das weitere Leben Backlunds – insbesondere auch abseits des Fußballplatzes – ist derzeit nichts bekannt.